# Des Indes-beraad
Het Des Indes-beraad was de naam van een reeks ontmoetingen in de jaren 70 en 80 van VVD-, PvdA- en D66-politici die tot doel hadden het verkennen van mogelijkheden om een regeringscoalitie te vormen bestaande uit deze partijen. Deze wens was ontstaan doordat alle regeringscoalities op dat moment gevormd werden met ten minste een confessionele partij, waardoor thema's als het homohuwelijk, abortus en euthanasie niet bespreekbaar waren binnen het kabinet.
De eerste (heimelijke) bijeenkomst werd in 1976 georganiseerd door de JOVD, de jongerenorganisatie van de VVD. De naam van het Des Indes-beraad ontleent zich aan Hotel Des Indes in Den Haag waar de bijeenkomsten plaatsvonden.
Het Des Indesberaad resulteerde uiteindelijk in het eerste paarse kabinet, kabinet-Kok I, waarna besloten werd het beraad op te doeken.

## Bekende deelnemers
- Frans Leijnse (PvdA)[1]
- Jan Pronk (PvdA)[1]
- Hein Roethof(PvdA)[1]
- Frank de Grave (VVD)[1]
- Robin Linschoten (VVD)[1]
- Jan Kees Wiebenga(VVD)[1]
- Jan Glastra van Loon (VVD)[2]
- Gerrit-Jan Wolffensperger (D66)[1]
- Erwin Nypels (D66)[1]
- Ernst Bakker (D66)[1]